# Суханов, Владимир Васильевич
Владимир Васильевич Суханов (1914—1995) — военный инженер, лауреат Сталинской премии (1950).

## Биография
Родился 18 июня 1914 в Москве.
С 10.10.1936 по 1937 и с 16.10.1941 г. на военной службе. Место службы в военное время: 154 оморсбр (отдельная морская стрелковая бригада) 1 ск СЗФ; 126 гв. орс (отдельная рота связи) 119 гв. сд 2 ПрибФ. Командир радиовзвода.
С 1945 г. работал в организации, которая в разное время называлась НИИС КА (Научно-испытательный институт связи Красной Армии) (1942—1945), Научный исследовательско-испытательный институт связи Красной Армии (1945—1946) Научный исследовательско-испытательный институт связи Сухопутных войск (1946—1948), Центральный научный исследовательско-испытательный институт связи Вооружённых сил (1948—1950), Центральный научно-исследовательский испытательный институт связи Советской Армии (1950—1958), Центральный научно-исследовательский испытательный институт связи Министерства обороны (с 1958).
Участвовал в создании УКВ-радиостанции с частотной модуляцией А-7, А-7-А и А-7-Б.
Умер в 1995 г. в Москве.

## Награды и звания
- Орден Красной Звезды (06.11.1942);
- Медаль «За отвагу» (03.12.1943);
- Медаль «За оборону Москвы» (01.05.1945);
- Медаль «За оборону Сталинграда» (22.12.1942);
- Медаль «За победу над Германией в Великой Отечественной войне 1941—1945 гг.» (09.05.1945);
- Медаль «За боевые заслуги» (15.11.1950).
- Сталинская премия (1950 год).

Воинское звание - инженер-подполковник.